# Kostel svatého Martina (Mšeno)
Kostel svatého Martina ve Mšeně je římskokatolický farní kostel postavený v letech 1876–1878 v pseudorománském slohu. Nachází se v Masarykově ulici ve Mšeně v okrese Mělník ve Středočeském kraji  Kostel je chráněn jako kulturní památka.

## Historie

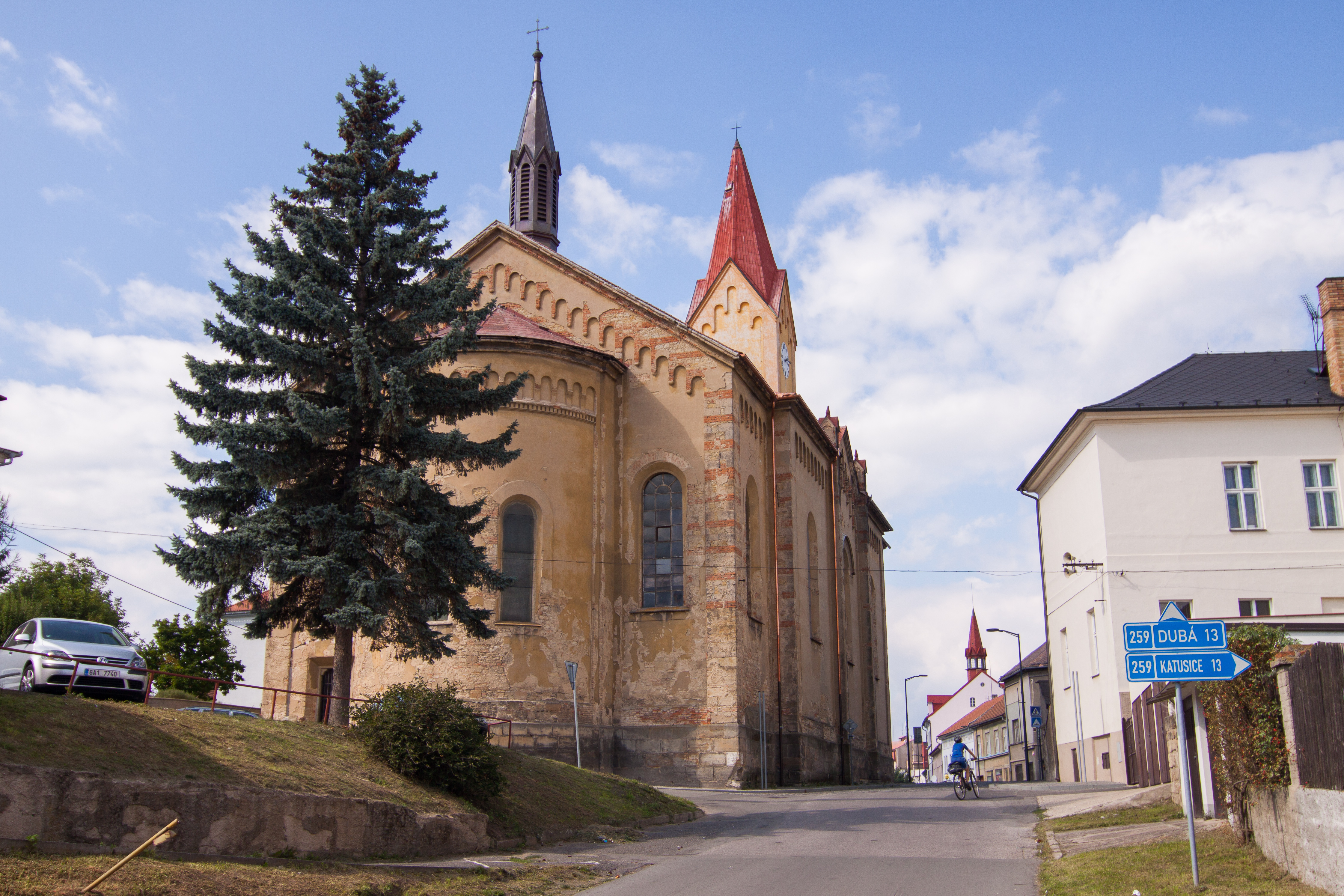
Kostel svatého Martina

Současný trojlocní kostel v pseudorománském slohu s dominantní hranolovou věží ve slohu novogotickém, stojí na místě, kde před ním stávalo několik kostelů:
1. První kostel zasvěcený svatému Václavovi, byl vystavěn někdy po roce 1050.
2. Později jej v letech 1352–1378 nechal goticky přestavět a rozšířit Karel IV. Změnilo se také zasvěcení kostela na patrocinium svatého Martina.
3. V roce 1670 vypukl ve městě požár, jemuž 12. dubna padl za oběť také gotický kostel, který vyhořel do základů. Nový kostel byl vystavěn roku 1698 ve slohu renesančním s barokními prvky. Přibyla také věž vedle kostela. I tento kostel, stejně jako velká část města, byl zničen požárem, který ve městě vypukl 22. června 1867. Oheň dokonce roztavily kostelní zvony kostela. Z kostela se zachovala pouze Nejsvětější svátost a několik málo dalších předmětů. Zničeny byly oltáře (i nový dosud nevysvěcený hlavní oltář), veškeré vybavení kostela.
4. Nový trojlodní kostel v dnešní novorománské podobě byl vystavěn na místě původního kostela v letech 1876–1878.

## Výzdoba
Autorem výzdoby hlavního oltáře, který společně s bočním oltářem, kazatelnou a křížovou cestou věnovali Alois Mündl s manželkou, je Josef Vojtěch Hellich (1807–1880). Oltář Božího hrobu, část varhan a nový zvon jsou darem děkana Františka Kondelíka, který (1912), který je pohřben na zdejším hřbitově. Autorem maleb na postranních oltářích je pak Josef Scheiwl. Autorem dvou vitráží z 50. let 20. století je Břetislav Štorm.